# Jill Officer
Jill Officer (Manitoba, 2 de junho de 1975) é uma jogadora de curling do Canadá, campeã nacional e mundial. Participou do Campeonato Mundial de Curling em Paisley 2005, Vernon 2008, Gangneung 2009, Swift Current 2010 e Sapporo 2015. Fez parte da equipe canadense que conquistou a medalha de ouro nas Olimpíadas de Sochi 2014.